# Прагсдорф
Прагсдорф (њем. Pragsdorf) општина је у њемачкој савезној држави Мекленбург-Западна Померанија. Једно је од 53 општинска средишта округа Мекленбург-Штрелиц. Према процјени из 2010. у општини је живјело 509 становника. Посједује регионалну шифру (AGS) 13055054.

## Географски и демографски подаци
Прагсдорф се налази у савезној држави Мекленбург-Западна Померанија у округу Мекленбург-Штрелиц. Општина се налази на надморској висини од 56 метара. Површина општине износи 14,3 km². У самом мјесту је, према процјени из 2010. године, живјело 509 становника. Просјечна густина становништва износи 36 становника/km².